# The Other Side (canción de Toto)
«The Other Side» (El Otro Lado). Es el Cuarto y Último Sencillo del álbum Kingdom of Desire de la banda de rock Toto Grabado y lanzado en 1992. Fue una de las últimas canciones que grabó Toto con Jeff Porcaro.

## Personal
- Steve Lukather - Guitarras y voz principal
- David Paich – Piano, sintetizador, órgano y coros
- Mike Porcaro – Bajo
- Jeff Porcaro – Batería y percusión

- Datos: Q3522125